# Ilie Enciu
Ilie Dociu Enciu (ur. 24 grudnia 1924 w Bukareszcie) – rumuński sztangista Reprezentant kraju na igrzyskach olimpijskich w 1952 w Helsinkach.
Na igrzyskach olimpijskich w Helsinkach wystąpił w konkursie wagi średniej. W wyciskaniu leżąc uzyskał 97,5 kg, rwaniu 100 natomiast w podrzucie 127,5. W sumie z wynikiem 322,5 kg został sklasyfikowany na 18. pozycji.